# Rhampholyssa stevenii
Rhampholyssa stevenii is een keversoort uit de familie van oliekevers (Meloidae). De wetenschappelijke naam van de soort is voor het eerst geldig gepubliceerd in 1824 door Fischer von Waldheim.